# Littérature féminine
Ne doit pas être confondu avec Littérature féministe ou Écriture féminine.
L'expression « littérature féminine » désigne trois sens de littérature. Premièrement la littérature écrite par des femmes, ce seul critère est ainsi genré. Deuxièmement, la littérature est vue comme stéréotypée. Péjorativement des lectures majoritairement destinées aux petites filles « à l'eau de rose » dans lesquels des stéréotypes sont véhiculés. Par exemple les collections Harlequin. Enfin troisièmement pour Jean Lionnet, la part d'une littérature jugée « bien-pensante » par opposition à celle des femmes « qui pensent ».
Formule très contestée parmi les universitaires féministes, elle désigne selon Béatrice Slama un concept qui institutionnalise en lui-même la différence comme infériorité, et qui est définie comme « la littérature du manque et de l'excès » : manque d'imagination, de logique, d'objectivité, de pensée métaphysique, de composition, d'harmonie et de perfection formelle, et excès de facilité, de facticité, de mots, de phrases, de mièvrerie, de sentimentalité, de désir de plaire, de ton moralisateur et de narcissisme.
Cette expression, certainement inspirée par trois autrices défendant la place des femmes en littérature à la fin du XVIIIe siècle et au début du XIXe siècle, incite le deuxième sexe à écrire tout en tenant leur rôle de mère. Cette pensée de 1797 est celle de Constance Pipelet. En 1800, Madame de Staël constate les inégalités entre les hommes et les femmes dans la littérature. Félicité de Genlis revendique une différence femmes-hommes et met en avant les œuvres féminines en littérature en 1811.
La locution peut évoluer différemment selon le contexte culturel. La littérature féminine Africaine est vue comme non représentatif de la société Africaine dite patriarcale. Elle reste une vision nouvelle et a du mal à se développer sans être comparé systématiquement au poids de la présence patriarcale. La littérature féminine Africaine met en place une libération et affirmation du genre féminin dans une société où la voix féminine a du mal à se faire entendre tout en gardant les valeurs traditionnelles. Cette image implique la réussite de la femme sur différents plans : morale, traditionnel et intellectuel. 
De plus, la discipline met en exergue une chance différencié à la réussite dans un milieu. Pour se faire remarquer plus facilement par la presse, il faut être un homme, ce qui engendre pour les femmes l'utilisation de pseudonymes. 

## La littérature féminine de l'urgence
La littérature de l'urgence est née durant la décennie noire qu'a connue l'Algérie. Une vingtaine d'années après l'indépendance, une autre guerre se déclenche. En effet, pendant les années 1990, une guerre civile a éclaté en Algérie. Cette littérature est marquée par le sceau de la violence, la terreur et l'affolement.
Cette nouvelle écriture (graphie de l'horreur) est née pour témoigner d'un moment de l'histoire de l'Algérie c'est l'urgence de témoigner.
Rachid Mimouni et Rachid Boudjedra sont les pionniers qui ont commencé à écrire durant cette période. Néanmoins, l’atmosphère n’était pas encourageante. Ces écrivains étaient en danger, mais ils voulaient faire voir au reste du monde la situation que vivait le peuple algérien. L'élite algérienne était ciblée par les terroristes, notamment Tahar Adjaout, journaliste et écrivain, qui a été assassiné. 
Certains auteurs ont écrit en réaction à la guerre civile. Ainsi, plusieurs genres ont apparu (essais, chroniques, poèmes et romans). Ils sont publiés en France et en langue française.
Ces écrivains écrivent sous l’influence du contexte sociopolitique du pays. Les femmes, en particulier, écrivent en prenant des risques car la prise de parole féminine est considérée comme une transgression de règle. Certaines ont été obligées de changer de nom, comme Maissa Bey, son vrai nom étant Samia Benameur. Ces écrits avaient pour objectif de rompre le silence, de témoigner et dénoncer l’injustice vécue par les femmes ; pour elle, écrire dans l’urgence est un acte de dévoilement et d’engagement car les mots sont plus dangereux que les armes.  En effet, l’écriture féminine explose et prend une autre tournure avec l’œuvre d’Assia Djebbar : « Femme d’Alger ».
En outre, l’écriture de l’urgence est caractérisée par le désir de rendre visible l’invisible Ces auteures écrivaient pour décrire la situation du pays et des femmes. Parmi ces femmes écrivaines qui ont contribué à la littérature de l'urgence : Nina Bouraoui, Malika Mokkedem, Assia Djebbar, Messaoudi Khalida et Imaksen Naïla.
Cette littérature féminine de l’urgence a traité plusieurs thématiques : le statut de la femme, la liberté, le savoir, la religion, la politique et la société.
Ces écrivaines avaient le même engagement et le même but qui est de dénoncer et faire connaitre cette guerre. Elles ont mis en relation la fiction au réel dans leurs écrits. Elles ont quitté leur pays et elles ont continué à écrire.